# Biblioteca Geisel

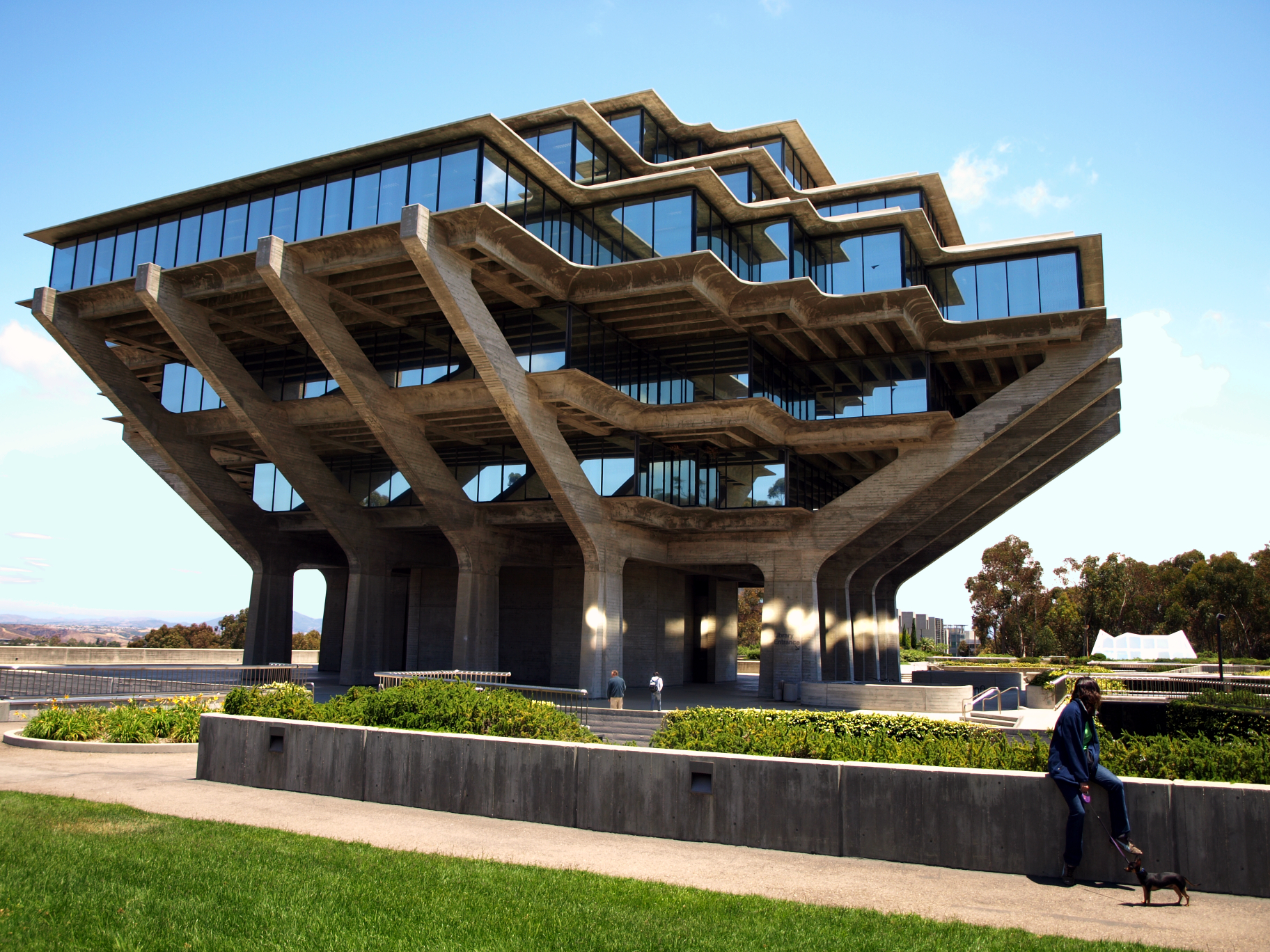
La biblioteca Geisel distintiva de UCSD, que lleva el nombre de Theodor Seuss Geisel ("Dr. Seuss") y aparece en el logotipo de UCSD

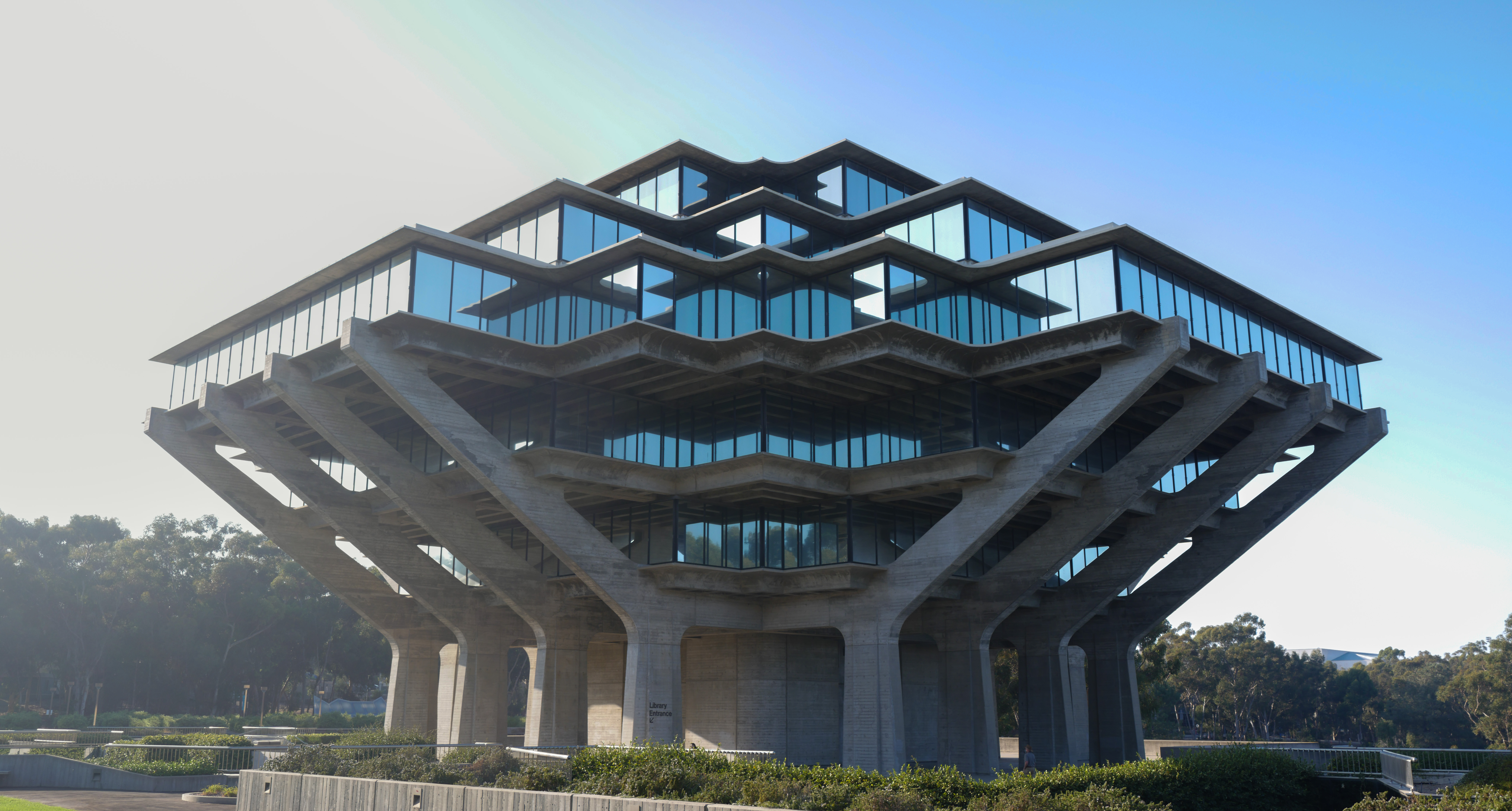
Vista de la Biblioteca Geisel durante el día, vista desde un camino en el nivel de la terraza

La Biblioteca Geisel es el edificio principal de la biblioteca de la Universidad de California, San Diego. Se nombra en honor a Audrey y Theodor Seuss Geisel. Theodor es más conocido como el autor infantil Dr. Seuss. La arquitectura distintiva del edificio, descrita como ocupando "un nexo fascinante entre brutalismo y futurismo", ha resultado en que aparezca en el logo de UC San Diego y se convierta en el edificio más reconocible del campus.
La biblioteca fue diseñada por William Pereira y se inauguró en 1970 como la Biblioteca Central. Fue renovada en 1993 y se volvió a inaugurar como el Edificio de la Biblioteca de la Universidad, y pasó a llamarse Biblioteca Geisel en 1995. La Biblioteca de UC San Diego consta de la Biblioteca Geisel y el edificio de la Biblioteca Biomédica, con ubicaciones fuera del campus en Scripps Archives and Library Annex, Trade Street Storage Annex y UC Southern Regional Library Facility.
La biblioteca Geisel está ubicada en el centro del campus de UC San Diego. Alberga más de 7 millones de volúmenes para apoyar los objetivos educativos y de investigación de la universidad. También contiene las Colecciones y Archivos Especiales de Mandeville, que alberga la Colección Dr. Seuss, que contiene dibujos originales, bocetos, pruebas, cuadernos, borradores de manuscritos, libros, cintas de audio y video, fotografías y recuerdos. Los aproximadamente 8500 documentos de la colección documentan la gama completa de los logros creativos del Dr. Seuss, comenzando en 1919 con sus actividades en la escuela secundaria y terminando con su muerte en 1991. El jefe del sistema de bibliotecas es el bibliotecario de la Universidad Audrey Geisel, actualmente Erik T. Mitchell.

## Historia
En 1958, los esfuerzos de Roger Revelle para establecer un Instituto de Ciencia e Ingeniería adyacente a la Institución de Oceanografía Scripps fueron encabezados por su deseo de construir inmediatamente un edificio de ciencias y biblioteca en el sitio actual de Revelle College. Cuando la universidad se construye con el tiempo, bibliotecario de la universidad Melvin Voigt ideó un plan para comprar libros para los tres nuevos UC campus: UC San Diego, California en Santa Cruz, y la Universidad de California en Irvine. La primera biblioteca de ciencia e ingeniería en Urey Hall satisfizo las necesidades de la escuela centrada en la ciencia.
Sin embargo, cuando los miembros de la facultad comenzaron a fundar departamentos de ciencias sociales y humanidades, el canciller John Semple Galbraith tuvo claro que había llegado el momento de establecer las principales colecciones de bibliotecas del campus. Una de las condiciones de la aceptación de Galbraith de la cancillería de UCSD había sido que UCSD albergaría una de las tres grandes bibliotecas del sistema de UC. Para lograr este fin, formó un comité que encargó al arquitecto William L. Pereira la preparación de un plan maestro para el Centro Universitario y su punto focal, la Biblioteca Central.
El plan de Pereira requería que el Centro Universitario se trasladara al norte y al este, junto con el edificio propuesto para la biblioteca. Esto resultó en una revisión del plan de desarrollo a largo plazo del campus: los tres "grupos" de cuatro universidades cada uno serían más compactos, lo que permitiría una biblioteca auxiliar en cada grupo. El edificio propuesto se diseñó alrededor de una torre esferoidal, para maximizar el área de pilas a la que se podía acceder en un tiempo determinado desde el centro. Esta torre iba a estar situada en lo alto de un nivel principal que contenía el personal y las áreas públicas de la biblioteca.
El sitio elegido permitió que futuras expansiones descendieran hacia el cañón. La construcción del primero de los tres incrementos comenzó en julio de 1968; los dos pisos principales se construyeron primero para formar la base de la estructura. Esto permitió la colocación de andamios para apoyar la construcción de la torre. La ceremonia de finalización del edificio de la Biblioteca de la Universidad Central tuvo lugar en diciembre de 1969 y su inauguración formal fue en marzo de 1971.
La Biblioteca Central, combinada con la Biblioteca Scripps original, el edificio Biblioteca de Humanidades (ahora Galbraith Hall) en Revelle College, y la Biblioteca Biomédica (construida en 1969), pudo apoyar y representar a la universidad en crecimiento durante años. En 1990, comenzó la construcción de una expansión subterránea de dos pisos y 12 713 m² del nivel principal. El proyecto incluyó la renovación de la instalación existente para cumplir con las normas de seguridad y costó 38 millones de dólares, proporcionada por la Proposición 78 de 1988 de California. La expansión, diseñada por Gunnar Birkerts, se completó en febrero de 1993. En 1995, Audrey Geisel, residente de La Jolla, donó 20 millones de dólares a la biblioteca de UCSD, complementando su donación de 1991 de 2,3 millones de las obras originales de su esposo Theodor Seuss Geisel. A cambio, la biblioteca pasó a llamarse Biblioteca Geisel.
Entre la primera y la segunda renovaciones de la Biblioteca Geisel, también se renovaron o cerraron varias otras instalaciones de la biblioteca de UCSD. La biblioteca biomédica recibió una expansión de 17 millones de dólares y 4037 m² en 2006. En 2011, la biblioteca SIO, la biblioteca IR / PS, la biblioteca del Centro Médico Hillcrest y el Centro de Servicios de Computación e Instrucción Bibliotecaria (CLICS) se cerraron y sus colecciones se consolidaron en la Biblioteca Geisel debido a recortes presupuestarios en todo el sistema. En 2015, los funcionarios de la universidad anunciaron que la Biblioteca Geisel comenzaría a someterse a su segunda renovación. Esta renovación incluye la construcción de un café llamado Audrey's en el nivel principal de la biblioteca.
El nombre actual de Geisel Library ha sido objeto de críticas cada vez mayores en los últimos años, debido a la creciente conciencia de la propia expresión de Theodor Geisel de antinegritud, orientalismo y otras creencias cargadas racialmente mediante dibujos animados y otros trabajos que produjo a lo largo de la mayoría de su carrera. Aunque Theodor Geisel llegó a renunciar a sus caracterizaciones más racialmente ofensivas durante una entrevista para su alma mater de Dartmouth College, UC San Diego no ha recibido una respuesta oficial a los estudiantes que solicitan un cambio de nombre.

## Diseño

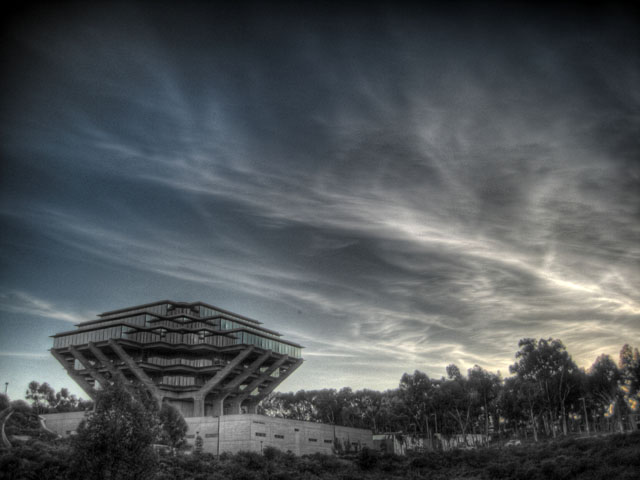
Biblioteca Geisel vista desde el cañón

El distintivo edificio original fue diseñado a fines de la década de 1960 por William Pereira para ubicarse en la cabecera de un cañón. Los arcos del edificio, en combinación con el diseño de los pisos individuales, están pensados para que parezcan manos sosteniendo una pila de libros. William Pereira & Associates preparó un informe detallado en 1969. Pereira originalmente concibió un edificio con estructura de acero, pero este se cambió a concreto reforzado para ahorrar en costos de construcción y mantenimiento. Este cambio de material presentó una oportunidad para un diseño más escultórico.
Se imaginó que las futuras adiciones al edificio original formarían niveles en terrazas alrededor de la base de la torre que descendían hacia el cañón. De acuerdo con el plan maestro original, estos están "deliberadamente diseñados para estar subordinados a la forma geométrica fuerte de la biblioteca existente". Dentro de sus dos niveles subterráneos se encuentran las otras secciones de la biblioteca, así como espacios de estudio y laboratorios de computación. El edificio ha sido descrito por Architecture Daily como ocupando "un fascinante nexo entre brutalismo y futurismo". Su torre se eleva 8 pisos a una altura de 33,5 metros. Los cinco pisos superiores de la torre albergan colecciones, espacio de estudio individual y salas de estudio grupales.

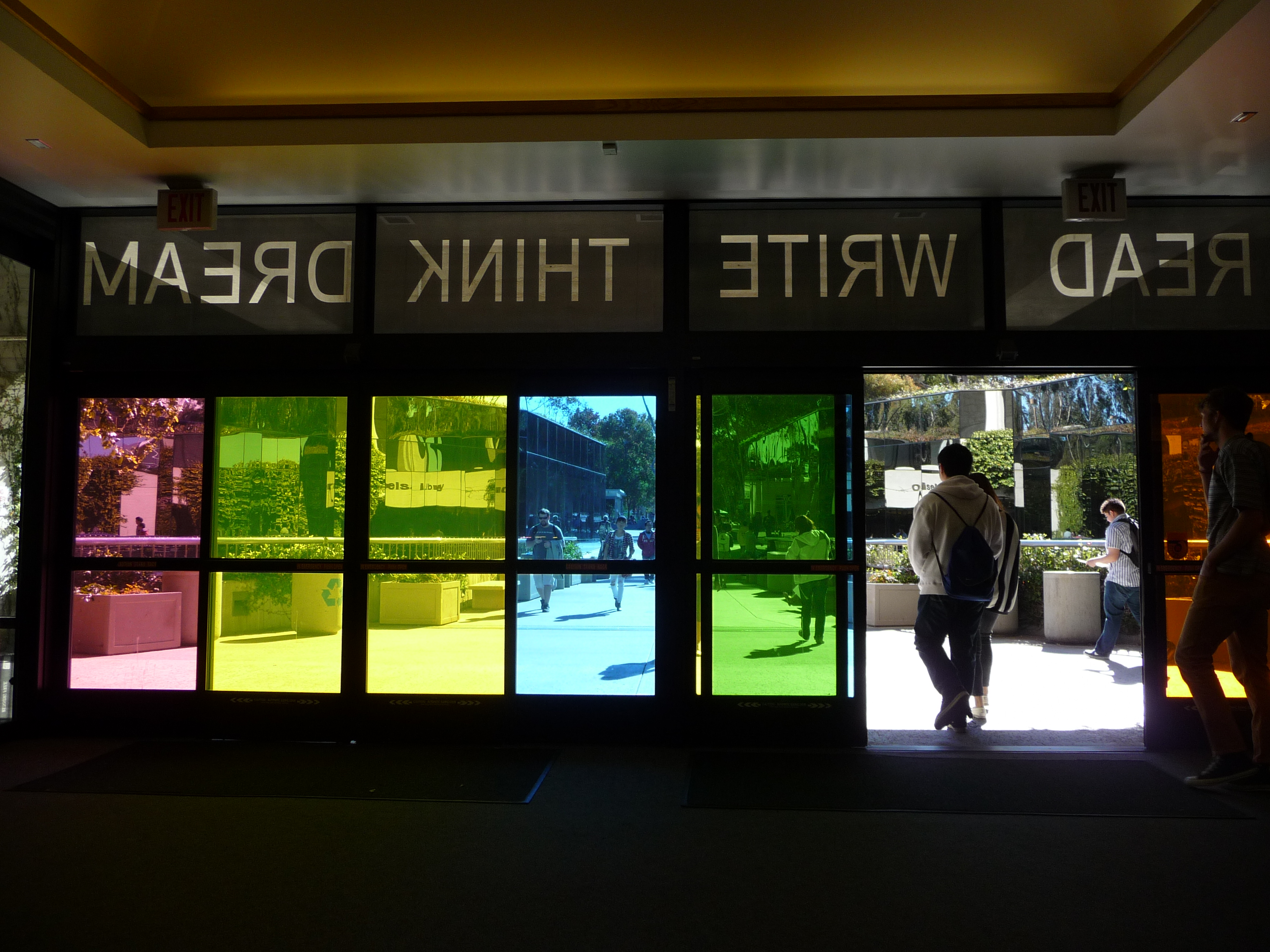
LEER / ESCRIBIR / PENSAR / SUEÑAR visto desde el interior de la biblioteca

La entrada a la biblioteca está marcada con READ / WRITE / THINK / DREAM de John Baldessari, una obra de arte que forma parte de la colección Stuart. La Biblioteca Geisel también cuenta con una estatua de bronce de tamaño natural de su homónimo y su personaje más famoso, El gato en el sombrero, en el nivel del foro.

### Camino de la serpiente

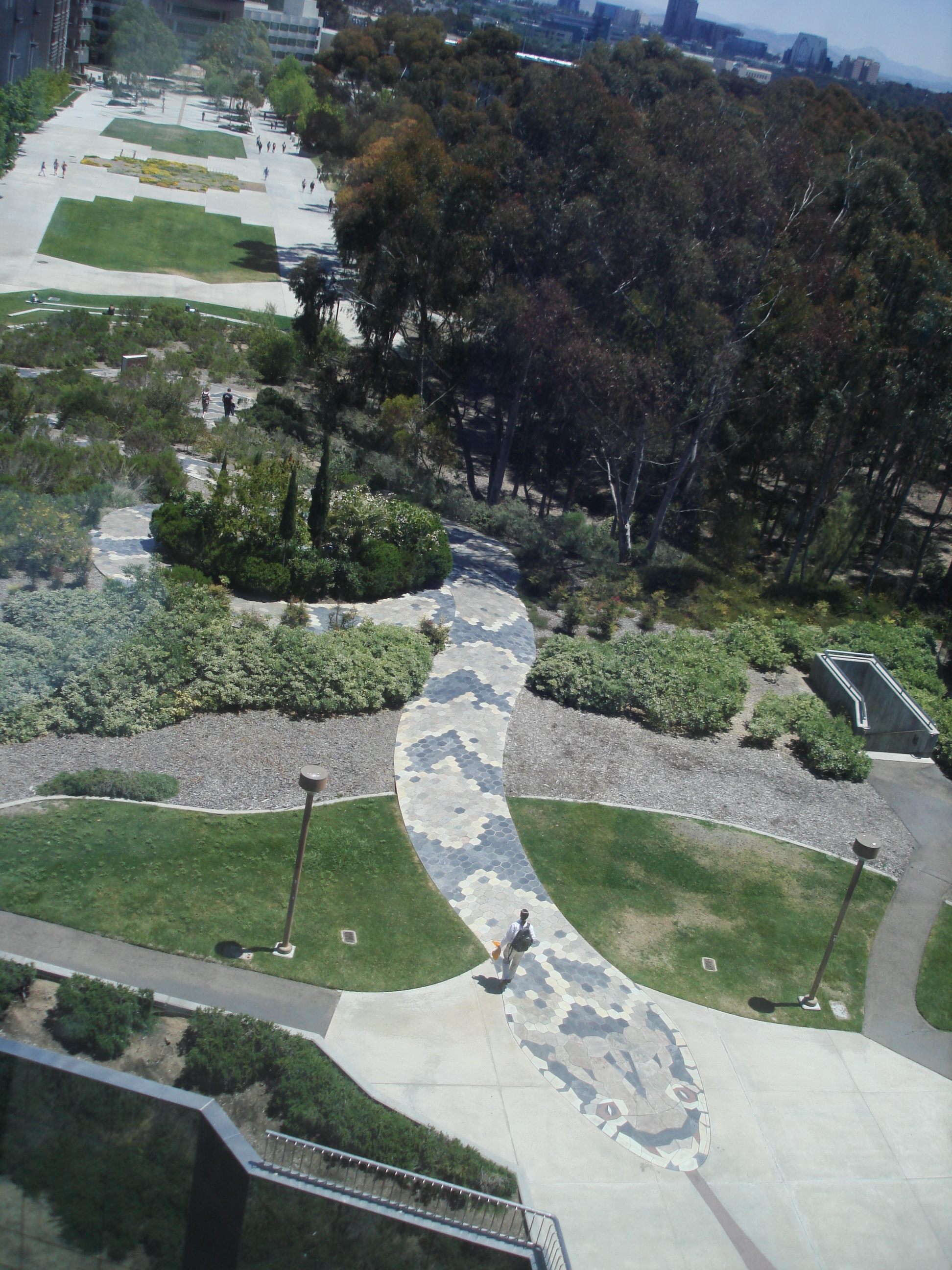
Camino de la serpiente visto desde Geisel

El lado este del foro Geisel está literal y simbólicamente conectado a Warren Mall por el trabajo de la colección Stuart Snake Path, el camino de baldosas de pizarra de 560 pies de largo de Alexis Smith que serpentea hacia la biblioteca. Su recorrido pasa por un paraíso perdido de granito gigante y un pequeño jardín de árboles frutales. El libro de granito está grabado con el extracto "Entonces no te costará dejar este paraíso, pero poseerás un paraíso dentro de ti, más feliz lejos".

### Tercer piso
Una característica inusual de la biblioteca es que los niveles inferiores están numerados del 1 y 2, y los pisos superiores están numerados del 4 al 8. Eso ha dado lugar a varias explicaciones fantasiosas de por qué el tercer piso aparentemente está sellado y no es accesible desde ascensores o escalones.
Una de las historias más populares es que el diseño del edificio no había tenido en cuenta el peso eventual de los libros en la biblioteca, por lo que el tercer piso necesariamente se ha dejado vacío, una leyenda urbana común, asociada en diferentes momentos con muchas otras bibliotecas universitarias.
En realidad, el tercer piso "faltante" es en realidad el foro abierto / externo. No hay otro tercer piso, bloqueado o no. Es simplemente concreto reforzado y una salida de emergencia que ayuda a los estudiantes de los pisos 4-8 a salir sin tener que ir al segundo piso. El "tercer piso" es en realidad dos niveles separados. Los descansos del tercer piso en las escaleras públicas se abren a la plataforma de hormigón fuera de la biblioteca, que originalmente estaba destinada a ser utilizada para exhibiciones de esculturas, música acústica, conversaciones improvisadas al aire libre, un área de reunión pública abierta y lecturas de poesía.
El robo potencial de materiales de la biblioteca y los riesgos atribuidos al robo potencial de las raras colecciones privadas de literatura y arte de UCSD hicieron que las puertas del tercer piso estuvieran protegidas, para ser utilizadas solo en emergencias o por el personal del edificio para llevar a cabo la transferencia de equipos al núcleo central directamente, y así evitar interrumpir las operaciones de la biblioteca. El rellano del "segundo" tercer piso está numerado como piso "3.5" y consta de conexiones de servicios públicos y cableado a los niveles superiores. No hay accesos más allá de las puertas de las escaleras del piso 3.5; son cuartos de servicio cerrados, esencialmente para mantenimiento y reparación.
Las puertas del tercer piso se abren hacia afuera desde las escaleras, y las puertas del piso 3.5 se abren hacia adentro hacia el núcleo central. El Foro Central, el 3er piso, originalmente estaba destinado a ser un área formal de la biblioteca, pero fuera del interior para evitar molestar a los usuarios de la biblioteca o las operaciones de la biblioteca.

## Colecciones
La biblioteca de UC San Diego brinda acceso a más de 7 millones de documentos digitales e impresos. La mayoría de sus obras están organizadas en colecciones por temas, pero la biblioteca también mantiene algunas colecciones especiales y colecciones distintivas. Los Archivos y Colecciones Especiales de Mandeville incluyen:
- Colección gastronómica del Instituto Americano de Vinos y Alimentos
- Archivo de nueva poesía
- Colección Baja California
- California, San Diego y la historia de Occidente
- Colección Renaissance de Don Cameron Allen
- Colección Dr. Seuss:[3] La Colección Dr. Seuss comprende el trabajo de Theodor Seuss Geisel, también conocido como Dr. Seuss. La colección contiene aproximadamente 8500 documentos que incluyen: "dibujos originales, bocetos, pruebas, cuadernos, borradores de manuscritos, libros, cintas de audio y video, fotografías y recuerdos".  La colección del Dr. Seuss se considera demasiado frágil para ser fácilmente accesible. La colección solo está abierta a investigadores que hayan recibido permiso del director de colecciones especiales.
- Colección de Asia Oriental
- Hill Collection of Pacific Voyages: La colección Hill de Pacific Voyages fue donada a la Universidad de California, San Diego en 1974 por Kenneth E. y Dorothy V. Hill. La colección se considera una de las mejores para los primeros viajes y descubrimientos en el Pacífico. Contiene más de 2000 documentos que datan desde el siglo XVI hasta mediados del XIX.[25] Algunos de los elementos más interesantes incluyen registros de barcos de expediciones de caza de ballenas y registros de botánicos que hicieron viajes por mar.
- El Archivo Tecnológico de San Diego
- Colecciones de Oceanografía de la Institución Scripps
- Colección de la Guerra Civil Española de Southworth
- Archivo Tuzin de Antropología Melanesia
- Ciencia y políticas públicas del siglo XX
- Archivos de UC San Diego

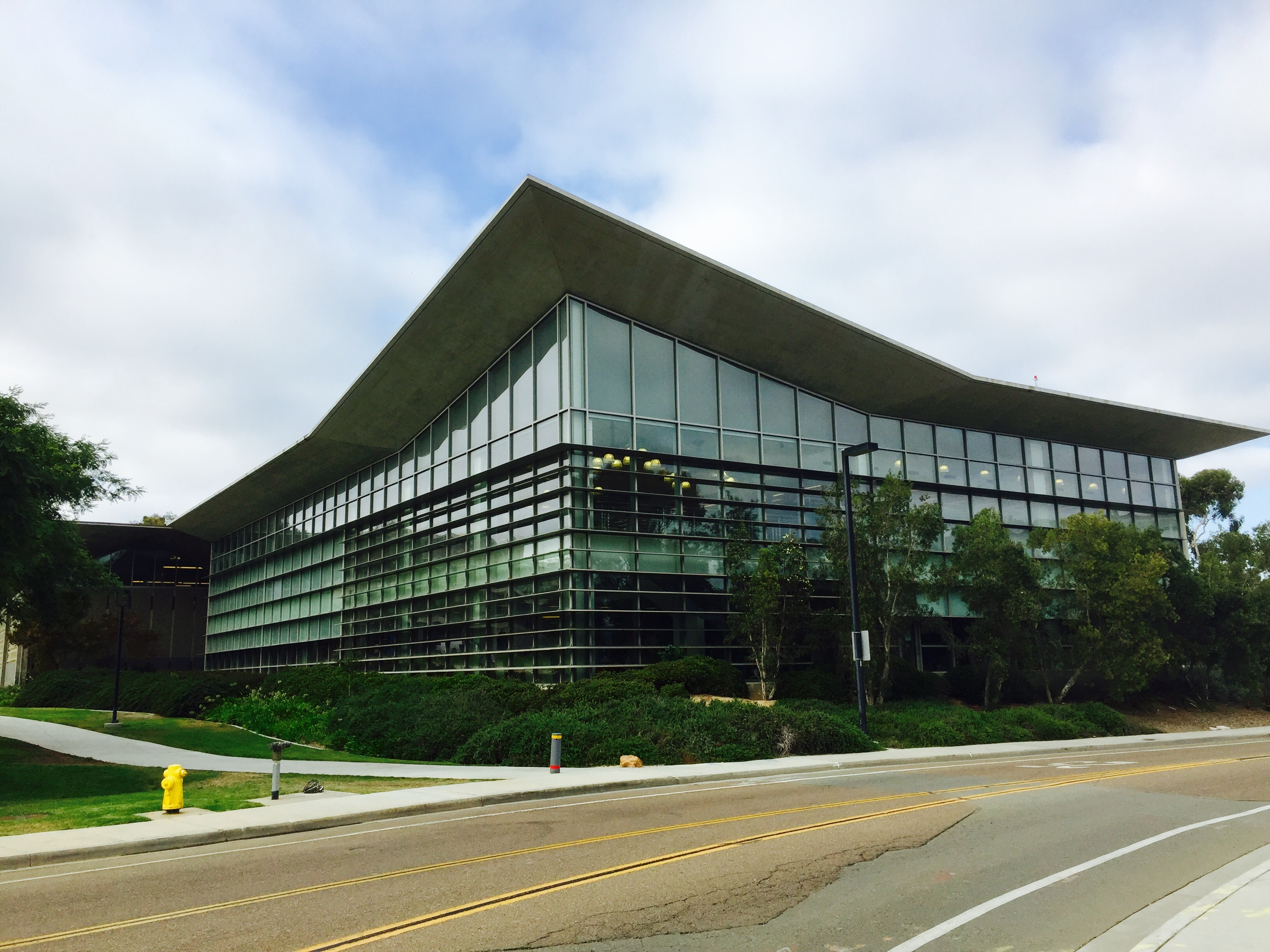
La esquina suroeste de la biblioteca biomédica

La consolidación en 2011 de la Biblioteca de UC San Diego dio como resultado que la Biblioteca Geisel y el edificio de la Biblioteca Biomédica en la Facultad de Medicina se convirtieran en los únicos edificios de bibliotecas que quedan en el campus. Los materiales adicionales de la biblioteca se encuentran en Trade Street Storage Annex en Miramar Road y UC Southern Regional Library Facility en UCLA.